# Белохвостикова, Наталия Николаевна
Ната́лия Никола́евна Белохво́стикова (род. 28 июля 1951[…], Москва) — советская и российская киноактриса, народная артистка РСФСР (1984), лауреат двух Государственных премий СССР (1971, 1985).
Является самым молодым лауреатом Государственной премии СССР по возрасту её получения в истории отечественного кинематографа (удостоилась в 20-летнем возрасте).

## Биография
Родилась 28 июля 1951 года в Москве в семье Николая Дмитриевича Белохвостикова (1918—1984) и Антонины Романовны Ляминой (1924—2009). Отец был дипломатом, имел ранг чрезвычайного и полномочного посла, работал в Канаде, Великобритании, Швеции; мама работала переводчицей. В 11-месячном возрасте будущую актрису увезли в Англию, где она провела пять лет. На время обучения в школе, родители отправили Наташу жить к бабушке в Москву.
Дебют Наталии в кино состоялся в 1965 году. В это время режиссёр Марк Донской снимал в Стокгольме фильм «Сердце матери» — о Марии Александровне Ульяновой. Это был всего лишь небольшой эпизод, но он впоследствии сильно повлиял на её судьбу. В 1967 году, когда картина уже вышла на широкий экран, Белохвостикова пришла на ЦКДЮФ имени М. Горького. В коридоре киностудии встретила Сергея Герасимова. Поблизости находился художник фильма «Сердце матери» (1965), который представил её мэтру отечественного кино. Он сообщил, что Наташа собирается поступать во ВГИК. «Ах, как жаль, — всплеснул руками Герасимов, — ведь я уже набрал себе курс. Но вы не расстраивайтесь. Приходите 1 сентября, я возьму вас без экзаменов». Вот так, ещё будучи ученицей десятого класса (окончив школу экстерном), Белохвостикова попала во ВГИК. Вместе с ней на одном курсе учились Наталия Аринбасарова, Наталья Бондарчук и Наталья Гвоздикова; поэтому этот курс Сергей Герасимов назвал курсом «Четырёх Наташ».
Сергей Аполлинариевич несколько раз приглашал Белохвостикову на важные роли. Первой крупной и серьёзной работой Наталии в кино стала роль Лены Барминой в фильме «У озера» (1969). За исполнение этой роли в фильме начинающая актриса получила Государственную премию СССР.
В 1971 году окончила ВГИК (актёрская мастерская Сергея Герасимова и Тамары Макаровой).
В 1971—1975 годах — актриса киностудии имени М. Горького. Начиная с 1976 года, на протяжении длительного периода времени входила в состав труппы Театра-студии киноактёра.
Широкому телезрителю Белохвостикова стала хорошо известна после выхода в 1976 году на телеэкраны 5-серийного фильма Сергея Герасимова «Красное и чёрное», исполнив главную роль — Матильды де Ла Моль.
Также известен телесериал «Маленькие трагедии» (1979), где партнёром Белохвостиковой был Владимир Высоцкий.
Одним из наиболее известных фильмов с участием актрисы стала детективная картина Александра Алова и Владимира Наумова «Тегеран-43» (1980), где её партнёрами были Игорь Костолевский и Ален Делон.
Светлана Дружинина рассказывала о том, как Наташа проявила свой актёрский талант в фильме «Принцесса цирка» (1982), сыграв роль богатой графини:
Она удивительно романтическая, удивительно обаятельная и грациозная и невероятно обольстительно женственная.
Спустя несколько лет в дуэте с актёром Костолевским, Белохвостикова вновь блеснула в военной мелодраме «Законный брак» (1985), тема любви и прощания в котором сопровождается музыкой Исаака Шварца и романсами на стихи Булата Окуджавы.
Также исполнила много разных ролей в других фильмах, среди которых выделяются роли второго плана в фильмах Владимира Наумова «Выбор» (1987) и «Закон» (1989).
Автор книги «В кадре» (2000; совместно с Владимиром Наумовым).
Член Союза кинематографистов Российской Федерации, Российской академии кинематографических искусств, Национальной академии кинематографических искусств и наук России.

#### Семья
- Муж (с 1974) — Владимир Наумов (1927—2021), кинорежиссёр; народный артист СССР (1983)[6].
  - Дочь — Наталья Наумова (род. 1974[Комм. 1]), окончила актёрский факультет ВГИКа и Высшие курсы сценаристов и режиссёров. В качестве актрисы снималась в фильмах своего отца[5].
  - В 2007 году Наталия Белохвостикова с мужем усыновили трёхлетнего мальчика Кирилла (род. 2004)[5][6][7].

## Фильмография
- 1965 — Сердце матери — Маша
- 1968 — Настасья и Фомка (короткометражный) — Настасья
- 1969 — У озера — Елена Александровна Бармина
- 1971 — Пой песню, поэт… — Анна Снегина
- 1972 — Надежда — Надежда Крупская
- 1973 — Океан — Анечка
- 1976 — Красное и чёрное — Матильда де Ла Моль
- 1976 — Легенда о Тиле — Неле
- 1978 — История с метранпажем (короткометражный) — Виктория
- 1979 — Маленькие трагедии — донна Анна
- 1979 — Стакан воды — Анна, королева Англии
- 1980 — Тегеран-43 — мадам Мари Луни; Натали Луни; мать Мари (бабушка Натали)
- 1980 — Незваный друг — Нина
- 1982 — Принцесса цирка — графиня Теодора Палинская
- 1982 — Две главы из семейной хроники — Ирина Благоволина
- 1983 — Берег — Эмма
- 1985 — Законный брак — Ольга Калинкина
- 1985 — Город невест — Лена Реутова, жена директора
- 1985 — Змеелов — Лена
- 1987 — Выбор — Мария Васильева / Виктория Васильева, дочь
- 1989 — Закон — Марина
- 1990 — Десять лет без права переписки — Нина
- 1991 — Господи, услыши молитву мою — Екатерина, сестра Александры
- 1992 — Разыскивается опасный преступник — Наташа
- 1994 — Белый праздник
- 2001 — Часы без стрелок (другое название фильма «Тайна Нардо, или Сон белой собаки»[13][14]) — Нелли Владимировна
- 2004 — Год Лошади: Созвездие скорпиона — Мария
- 2007 — Джоконда на асфальте — Клавдия
- 2010 — В России идёт снег — Елена

## Признание и награды
Государственные награды:
- Государственная премия СССР (1971) — за исполнение роли Лены Барминой в фильме «У озера» (1969)[5][10]
- Заслуженная артистка РСФСР (1977)[источник не указан 463 дня]
- Народная артистка РСФСР (1984)[5][10][15]
- Государственная премия СССР (1985) — за исполнение роли Эммы Герберт в фильме «Берег» (1983)[5][10]
- орден Почёта (30 января 2003) — за многолетнюю плодотворную деятельность в области культуры и искусства[16][5]
- орден «За заслуги перед Отечеством» IV степени (28 июля 2006) — за большой вклад в развитие отечественного киноискусства и многолетнюю творческую деятельность[17][5]

Другие награды, премии, поощрения и общественное признание:
- Приз МКФ в Карловых Варах (1970) — за лучшую женскую роль в фильме «У озера» (1969)[5][10]
- Приз Веры Холодной (1995) — за роль в фильме «Белый праздник» (1994)[10]
- Приз Веры Холодной (2000) — за роль в фильме «Тайна Нардо, или Сон белой собаки»[13] (другое название фильма «Часы без стрелок»[14]) (2001)[10]
- Приз кинофестиваля «Окно в Европу» (2003) — за большой вклад в киноискусство[10]

## Комментарии
1. ↑  В некоторых источниках информации (СМИ) сообщается год рождения дочери (1977)[6], однако в статье информационного агентства ТАСС[5] и другого печатного издания[7] указан другой год рождения (1974).